# Cedega
Cedega (ранее WineX) — коммерческий продукт, основанный на исходном коде проекта Wine, позволяющего запускать Windows-приложения в Unix-системах. Создаётся компанией TransGaming Technologies. Cedega отличается от Wine своей нацеленностью на запуск игр, написанных для Microsoft Windows, в Linux. В частности, для этого была добавлена улучшенная поддержка API DirectX. Также имеется поддержка некоторых защит от копирования, применяемых в играх. В последних версиях Cedega имеет простой графический интерфейс, позволяющий устанавливать и запускать Windows-игры, производить конфигурирование программы.
Обычно разработчики следят за новинками среди Windows-игр, тестируют и улучшают поддержку наиболее популярных из них. Многие игры работают столь же быстро, как и в родной ОС.
До версии 4.0, вышедшей в 22 июня 2004, проект назывался WineX. Новое название представляет игру слов: Wine с англ. — «вино», Cedega — сорт винограда.
Игровые сервисы Cedega Gaming Service были отключены в 2011 году. Компания TransGaming объявила о продолжении разработок под брендом GameTree Linux, однако развитие проект не получил.

## Распространение
Cedega — проприетарное программное обеспечение, распространяется по подписке, которая, помимо возможности получения новых версий программы, позволяет участвовать в голосовании, над поддержкой каких игр работать разработчикам далее. TransGaming открывает часть исходных кодов Cedega в свободный доступ через CVS, с целью привлечения сторонних программистов к написанию патчей. Часто эта возможность используется для получения бесплатной версии Cedega, которая, однако, лишена ряда собственных разработок TransGaming.

## GameTree Linux
Недавно компания TransGaming объявила о трансформации Cedega в новый проект — GameTree Linux.
GameTree Linux станет «игровой платформой» для Linux, аналогичной популярному сервису Steam, обеспечивающему распространение игр под операционные системы Windows, Mac OS X, и GNU/Linux. В его основе останутся наработки Cedega, т.е. специальной редакции Wine для запуска Windows-игр в других ОС.
Услуга Cedega Gaming Service, доступная по платной подписке, уйдет в небытие. Новая бизнес-модель TransGaming подразумевает, что GameTree будет распространяться бесплатно, а платить пользователи будут непосредственно за сами игры, покупаемые через новый сервис.
При этом планы TransGaming идут дальше: в рамках инициативы GameTree TV ожидается подобное распространение игр для различных бытовых устройств (например, для set-top boxes).
У проекта GameTree Linux запущен сайт — gametreelinux.com. Разработчики уже могут зарегистрироваться на нём — для этого надо получить GameTree Dev ID в программе GameTree Developer Program.